# فيرنون سميث (سياسي)
فيرنون سميث (بالإنجليزية: Vernon Smith)‏ هو سياسي أمريكي، ولد في 11 أبريل 1944 في غاري في الولايات المتحدة. حزبياً، نشط في الحزب الديمقراطي. وقد انتخب عضو مجلس نواب إنديانا.